# رامسی، استونی
رامسی (به لاتین: Ramsi) یک منطقهٔ مسکونی در استونی است که در دهستان ویلیاندی واقع شده‌است. رامسی ۶۳۳ نفر جمعیت دارد.